# Фредрик Рисп
Ларш Фредрик Рисп е шведски футболист, централен защитник.

## Биография
Рисп е роден в Люсекил и започва кариерата си в местния отбор Люсекилс ФФ.

### Левски София
През лятото на 2011, Рисп преминава едноседмичен пробен период в Левски (София). След това му е предложен договор и на 21.07.2011 подписва за една година (с опция за още една)